# Robin Maxkii
 (janvier 2017).
Robin Maxkii, née le 8 novembre 1990, est une activiste, codeuse et actrice amérindienne. 
Elle est connue pour son travail concernant l'élargissement de la participation des Amérindiens dans l'éducation et dans la technologie,.  
Elle a joué dans Code Trip , une série américaine financée par Microsoft, montrant la diversité au sein du secteur de la technologie. En 2016, Maxkii organise et dirige le premier hackathon national collégial des Amérindiens. Il est axé sur la lutte contre la fracture numérique et l'accès à la technologie dans les communautés rurales et sous-desservies.

## Biographie
Robin Maxkii est de descendance Stockbridge-Munsee (Stockbridge–Munsee Community (en)), Navajos, Mohicans et espagnole. Elle apprend à coder à l'âge de onze ans en utilisant des ordinateurs d'une bibliothèque publique. Par la suite[Quand ?], elle commence à gérer divers sites web [Lesquels ?] en utilisant des services d'hébergement gratuits.

### Carrière
En 2014, son blog « Blood Quantum Reform » est présélectionné pour rejoindre le Partenariat mondial des Nations unies pour la jeunesse. Elle utilise son blog pour sensibiliser les amérindiens sur les questions relatives à la violence, à l'accès à l'éducation et à la souveraineté tribale.
En 2015, elle introduit la Deuxième dame des États-Unis et docteure, Jill Biden lors d'une conférence nationale,. A cette occasion, Jill Biden a loué l'écriture de Maxkii et a encouragé les américains à aller voir son travail .
Elle participe à de nombreux hackathons avant de jouer dans une série financée par Microsoft Code Trip en 2016. Avec deux autres personnes, elle réalise un road trip dans un camping-car vert. Durant ce voyage, elle interviewe des personnalités du secteur technologique. Maxkii a utilisé cette plate-forme afin d'obtenir un soutien pour des événements axés sur les Amérindiens d'Amérique et la technologie.
En novembre 2016, Maxkii dirige avec succès le premier hackathon national américain, axé sur la lutte contre la fracture numérique et l'accès à Internet par les communautés rurales et mal desservies.

## Prix
Son travail a été récompensé par plusieurs prix et par des invitations à la Maison-Blanche sous l'administration Obama . En 2016, elle a assisté au Sommet des États-Unis des femmes qui s'est tenu à la Maison-Blanche.